# Yamamoto (Miyagi)
Yamamoto (jap. 山元町, -chō) ist eine Stadt im Landkreis Watari, Präfektur Miyagi, Japan.

## Geschichte
Die Gemeinde entstand am 1. Februar 1955 aus der Zusammenlegung der beiden Dörfer (mura) Yamashita (山下村) im Norden und Sakamoto (坂元村) im Süden. Die 1869 geschleifte Burg Sakamoto war während der Edo-Zeit Sitz der Adelsfamilie Ōeda.

## Geographie
Die Stadt Yamamoto liegt in der Sendai-Ebene und weist eine sehr ähnliche, tiefgelegene Topographie auf wie der Ortsteil Yuriage in Natori oder der Arahama-Distrikt (荒浜) im Bezirk Wakabayashi der Stadt Sendai.

## Erdbeben- und Tsunamikatastrophen

### Historische Tsunami-Erfahrungen und Gegenmaßnahmen
Für die Sendai-Ebene war man im Vergleich zur Sanriku-Küste von einem verhältnismäßig geringem Tsunami-Risiko ausgegangen. So hatte beispielsweise der vom Shōwa-Sanriku-Erdbeben 1933 ausgelöste Tsunami, der an der Sanriku-Küste in Showa-Sanriku eine maximale Auflaufhöhe von 28 m hatte, in Yamamoto lediglich 3,9 m Höhe erreicht, und während der vom Meiji-Sanriku-Erdbeben 1896 ausgelöste Tsunami an der Sanriku-Küste in Ōfunato mit einer maximalen Auflaufhöhe von 38,2 m verzeichnet worden war, hatte die gemessene Höhe in Sendai weniger als 5 m betragen. Als Ergebnis dessen, dass man sich vor dem Tōhoku-Erdbeben von 2011 als größtes Erdbebenrisiko in Japan hauptsächlich auf ein mögliches Miyagi-oki-Erdbeben mit einer Magnitude zwischen 7,5 und 8,0 eingestellt hatte, für das von einer Wahrscheinlichkeit von 99 % innerhalb von 30 Jahren ausgegangen wurde, waren die getroffenen Tsunami-Gegenmaßnahmen in der Präfektur Miyagi nicht ausreichend für das folgende Tōhoku-Erdbeben von 2011 mit einer Stärke von 9,0 Mw.
Die Yamamoto-Küste war vor dem Tōhoku-Tsunami von 2011 durch einen gerade verlaufenden Küstendeich mit einer Deichkronenhöhe von 6,5 m MSL und einem Küstenwald von 200 m Breite geschützt. Der Strand verfügte über große, regelmäßig angelegte Buhnen und ein Betonblock-Deckwerk, dem sich direkt landwärts der Kiefernwald anschloss. Beide Seiten des Deckwerks bestanden aus einem Betongitter, das mit Betonblöcken und natürlicher Vegetation gefüllt war. Das Deckwerk verfügte über einen Sandkern und einen Beton- und Bitumenweg entlang seiner Krone. Die Buhnen waren aus schlanken Betonbewehrungseinheiten gebaut.

### Tōhoku-Erdbeben 2011

#### Ausmaß der Überflutung und Schäden
Am 11. März 2011 wurde die Stadt vom Tōhoku-Erdbeben und dem darauffolgenden Tsunami getroffen. Die Stadt Yamamoto gehörte wie die Stadt Ishinomaki zu den urbanen Gebieten, die besonders schwer vom Tsunami betroffen waren, der 46 % der Gesamtfläche der Stadt überflutete.
Die Yamamoto-Bucht bildete während des Tsunamis von 2011 einen besonderen Schwerpunkt für die im südlichen Teil der Sendai-Buchtküste in hoher Dichte aufgetretenen Küstendeichbrüche. Die Yamamoto-Küste war bereits vor dem Tsunami stark erodiert, Es existierten keine Sandstrände. Die Küste wurde durch einen Betonküstendeich und Betonbewehrungseinheiten geschützt. In diesem Gebiet wurde der Küstendeich stark zerstört. An mehreren Stellen entlang des Deckwerks kam es zu Brüchen im verstärkten Gitter und zum Verlust der meisten Betonblöcke. Während des Tsunamis, der an der Yamamoto-Küste eine Auflaufhöhe von 19,2 m erreichte, bildete sich unmittelbar landeinwärts entlang des Küstendeichs ein großer durchgehender Graben von rund 50 m Breite, und die hintere Deichböschung wurde zerstört. Untersuchungen nach dem Tsunami ergaben, dass die hintere Deichböschung einen Schwachpunkt der Küstenschutzbauwerke gegen lokale Unterspülungen hinter dem Deich darstellen, wenn der Tsunami die Höhe der Deichkrone überschreitet. Die Auswaschung auf der Lee-Seite war eine Hauptursache für den Dammbruch.
Der Tsunami zerstörte nicht nur den Küstendeich, sondern entwurzelte auch alle Bäume und riss sie landwärts mit sich. Die Kiefern des Küstenwaldes wurden durch den Tsunami weitgehend zerstört, indem sie umgekippten und ihre Stämme sehr nahe am Boden umgebrochen wurden. Der Küstenwald erzeugte in der Folge erhebliche Mengen an Trümmern. Es konnte gezeigt werden, dass solche Trümmer strukturelle Schäden an einem 1 km landeinwärts gelegenen Stahlrahmen-Landwirtschaftsgebäude verursachten, das nicht nur seine Verkleidung bis in 4 m Höhe verlor, sondern beim Vordringen des Tsunamis auch von einem Baumstamm getroffen wurde, der tragende Elemente verbog.
Über 2.200 Wohngebäude wurden völlig und 1.085 weitere teilweise zerstört.
Der Tsunami verwüstete das zweigeschossige Schulgebäude der Grundschule Nakahama in Sakamoto bis zur Decke des obersten Geschosses und spülte fast alle Fenster und Türen fort, während Säulen und Gemäuder standhielten. Etwa 90 der Schüler und Lehrer konnten eilig in einen kleinen, „Dachboden“ genannten Raum flüchten, entkamen alle der Katastrophe und wurden am nächsten Tag von einem Helikopter der Selbstverteidigungsstreitkräfte geborgen. Die Wiederaufbaubehörde (Reconstruction Agency, RA) beschloss die Erhaltung des Grundschulgebäudes als Katastrophenruine.

#### Opfer
Die Brand- und Katastrophenschutzbehörde meldete in ihrem Schadensbericht vom 19. Mai 669 Tote und 78 Vermisste. Die Zahl der Toten erhöhte sich in der späteren Schadenserfassung auf 700 Tote, während 18 Menschen vermnisst blieben.
Der Anteil der Opfer betrug 4,3 Prozent der Bevölkerung von Yamamoto, die bei der Volkszählung von 2010 mit 16,704 angegeben worden war.
Daten des japanischen Ministeriums für Innere Angelegenheiten und Kommunikation zufolge lebten 54 % der Bevölkerung von Yamamoto im Überflutungsgebiet des Tsunamis von 2011. Wenn die in dem 137. FDMA-Schadensbericht vom 25. August 2011 registrierten Opfer (670 Tote und 22 Vermisste) berücksichtigt werden, ergibt sich allein auf das Überflutungsgebiet des Tsunamis in Yamamoto bezogen eine Opferquote von 7,7 %, ähnlich hoch wie etwa in der Stadt Natori.

#### Evakuierung

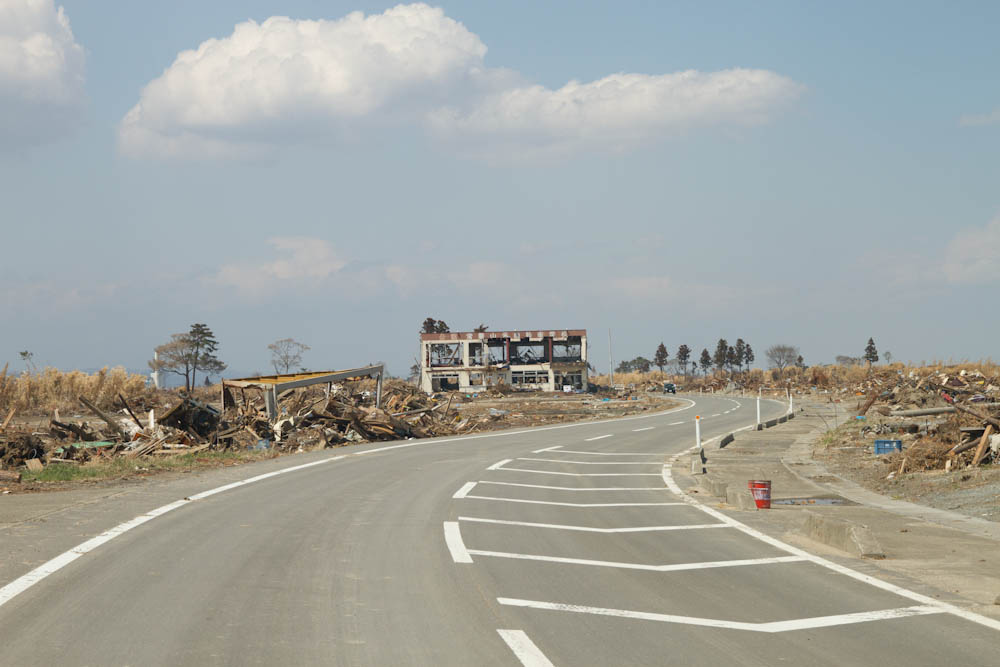
Zerstörte Fahrschule Jōban-Yamamoto. 25 nicht rechtzeitig evakuierte Fahrschüler und eine Angestellte starben im Tsunami. (Foto: 28. April 2011)

Während die Nutzung von Bauwerken für die vertikale Evakuierung in den Städten Natori und Iwanuma die Zahl der Todesopfer deutlich minderte und in 5 Städten der Sendai-Ebene zusammen 9.700 Menschen in Obergeschossen von Gebäuden den Tsunami überlebten, herrschte in Gebieten wie der Stadt Yamamoto ein Mangel an solchen Bauwerken in der Küstenebene. In der Stadt Yamamoto überlebten nur 1 % der Einwohner, die im Überflutungsgebiet lebten, dadurch, dass sie sich in vertikale Evakuierungsgebäude begaben, während es in der Stadt Natori 27 %, in der Stadt Iwanuma 26 %, in Watari 15 % und in den Küstengebieten der Stadt Sendai 8 % waren.
| Ort                                         | Überlebende in Obergeschossen | Anzahl der Evakuierungseinrichtungen |
| ------------------------------------------- | ----------------------------- | ------------------------------------ |
| Sendai                                      | 2139                          | 4                                    |
| Natori                                      | 3285                          | 5                                    |
| Iwanuma                                     | 2095                          | 5                                    |
| Watari                                      | 2102                          | 5                                    |
| Yamamoto                                    | 91                            | 1                                    |
| Datenquelle: Iwate Nichi Nichi Shinbun 2011 |                               |                                      |

Im Januar 2013 verurteilte das Bezirksgericht Sendai eine Fahrschule in der Stadt Yamamoto dazu, 1,9 Milliarden Yen Entschädigung an Angehörige von 25 Fahrschülern und eine Teilzeitbeschäftigte zu zahlen, die beim Tsunami am 11. März 2011 ums Leben gekommen waren. Es handelte sich um den zweiten Fall, in dem ein Bezirksgericht bei einer Schadensersatzklage von Tsunamiopferangehörigen gegen Betreiber einer Schuleinrichtung oder eines Arbeitsplatzes der Opfer Schadensersatzzahlungen verhängt hatte. Das Gericht entschied, dass die Fahrschule die Ankunft eines Tsunamis nach dem schweren Erdbeben habe vorhersagen können und die Pflicht gehabt habe, die Schüler in Sicherheit zu bringen. Die Fahrschule habe die Fahrschüler nach dem Erdbeben stattdessen zunächst in einer 750 m von der Küste entfernten Einrichtung belassen und erst 50 bis 60 Minuten nach dem Erdbeben mit der Evakuierung der Fahrschüler in mehreren Fahrzeugen begonnen, wobei der Tsunami 23 Fahrschüler in vier Fahrzeugen tötete, sowie zwei weitere zu Fuß vom Unterricht kommende Fahrschüler und eine nicht von der Fahrschule evakuierte Teilzeitangestellte.

## Verkehr
Fernstraßen sind die Jōban-Autobahn nach Misato oder Watari, sowie die Nationalstraße 6 nach Chūō, Tokio oder Sendai.
Anschluss an das Schienennetz besteht mit der JR Jōban-Linie zum Bahnhof Nippori in Arakawa oder Iwanuma. Bahnhöfe in Yamamoto sind Yamashita und Sakamoto.

## Bildung
In Yamamoto befinden sich Grundschulen Yamashita, 1. Yamashita (Yamashita Dai-ichi), 2. Yamashita (Yamashita Dai-ni) und Sakamoto, sowie die Mittelschulen Yamashita und Sakamoto, als auch die Präfekturförderschule Yamamoto.

## Weblinks

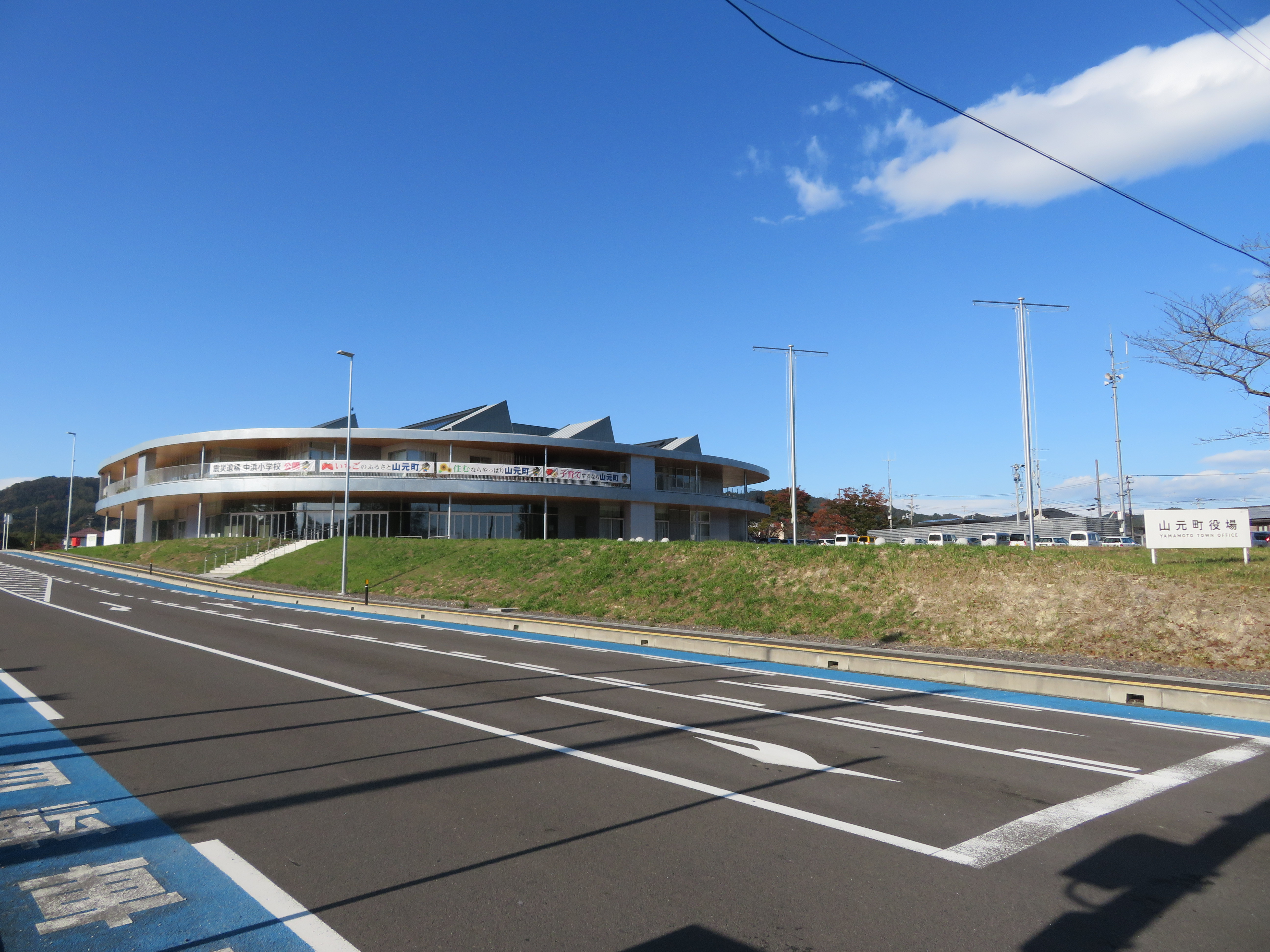
Rathaus von Yamamoto in der Stadt Yamamoto, Bezirk Watari, Präfektur Miyagi (fertiggestellt im Januar 2019)